# Noir métal
Pour les articles homonymes, voir Métal (homonymie).
Noir métal est un album de bande dessinée de Xavier Bétaucourt et Jean-Luc Loyer, paru en 2006 chez l'éditeur Delcourt. L'ouvrage porte sur le groupe français Metaleurop.

### Documentation
- Hubert Féret, « Noir Métal : bulles de plomb : Xavier Betaucourt, journaliste, et Jean-Luc Loyer, dessinateur originaire d'Hénin-Beaumont, signent une BD sur Metaleurop », La Voix du Nord,‎ 10 mars 2006.
- La rédaction, « La dette de Metaleurop », L'Humanité,‎ 24 avril 2006